# Schiffswerft Hermann Barthel

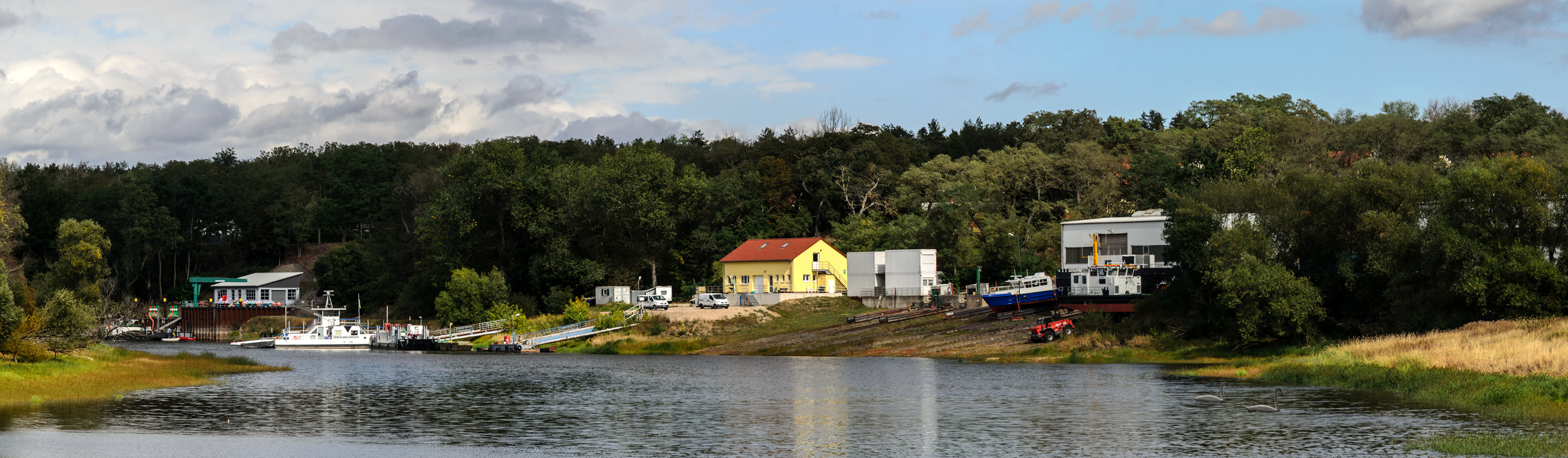
Schiffswerft Hermann Barthel

Die Schiffswerft Hermann Barthel GmbH ist eine Werft in Derben an der Baggerelbe, einem Altarm der Elbe. Sie beschäftigt sich mit Neubauten, Umbauten und Reparaturen von Schiffen.

## Geschichte
Friedrich Lösche gründete die Werft 1799 mit Hilfe seines Vaters. Die Schiffe wurden zu dieser Zeit aus Holz gebaut und hatten eine Größe zwischen 50 und 100 t. Später entstanden hier Schiffe bis 500 t. 1850 wurde die Werft an Friedrichs Sohn Andreas Lösche übergeben und 1899 an Andreas Sohn Hermann Lösche. Eiserne Schiffe wurden ab 1890 gebaut. Als Hermann Lösche 1903 starb, übernahm sein Sohn Hermann den Werftbetrieb und leitete ihn bis 1964. In den beiden Weltkriegen wurde die Werft von Zerstörungen verschont. Danach übernahm der Schwiegersohn Günther Barthel den Werftbetrieb, der 1972 verstaatlicht und anschließend als Betriebsteil der VEB Schiffsreparaturen Berlin geführt wurde (ab 1980 im Kombinat Binnenschiffahrt und Wasserstraßen). In dieser Zeit entstanden Neubauten von Fähren für die Havel und die Saale, außerdem erfolgten viele Zulieferungen für die Werft Genthin, die heute als Teil der SET Schiffbau- u. Entwicklungsgesellschaft Tangermünde besteht.
Nach der Wiedervereinigung 1990 wurde die Werft durch Hermann Barthel in der sechsten Generation übernommen und modernisiert. Er erneuerte die Slipanlage und es entstanden zwei neue Schiffbauhallen. Damit können der Schiffbau und die Reparaturarbeiten unabhängig vom Wetter durchgeführt werden.

## Bauprogramm
Von der Schiffswerft Hermann Barthel werden vorwiegend nationale Behördenschiffe gebaut und repariert, Kunden sind die Wasserschutzpolizeien, Wasser- und Schifffahrtsämter und Hafenverwaltungen. So entstanden Polizei-, Lotsen- und Arbeitsboote, z. B. die Spatz-Klasse. Daneben wurden Fahrgastschiffe für Berliner und Hamburger Reedereien abgeliefert und das hochseetaugliche um Rügen verkehrende Fahrgastschiff Nordwind. Für das Ausland wurden Vermessungs- und Arbeitsschiffe abgeliefert.

## Forschung
Im Rahmen des Forschungsvorhabens ELEKTRA der TU Berlin, das sich mit der Entwicklung und Optimierung eines durch Brennstoffzellen und Akkumulatoren angetriebenen Binnenschubschiffes befasst, entstand bei Barthel das Schubschiff Elektra. Das Schiff soll die Wasserstoff- und Brennstoffzellentechnologie im Zusammenwirken mit Akkumulatoren auf Binnenschiffen untersuchen und demonstrieren.